# شيتال شيث
شيتال شيث (بالإنجليزية: Sheetal Sheth)‏ (و. 1976 – م) هي ممثلة، وممثلة تلفزيونية من الولايات المتحدة الأمريكية ولدت في كامدن.

## التعليم
تعلمت في جامعة نيويورك، ومدرسة تيش العليا للفنون.

## الأفلام
- فيلم شاي أمريكي [1]

## روابط خارجية
- شيتال شيث على موقع IMDb (الإنجليزية)
- شيتال شيث على موقع ألو سيني (الفرنسية)
- شيتال شيث على موقع أول موفي (الإنجليزية)
- شيتال شيث على موقع إن إن دي بي (الإنجليزية)
- شيتال شيث على موقع قاعدة بيانات الفيلم (الإنجليزية)
- شيتال شيث على موقع كينوبويسك (الروسية)